# 데이터 트랜스포메이션
데이터 트랜스포메이션(data transformation)은 컴퓨팅에서 데이터를 한 형식이나 구조에서 다른 형식이나 구조로 변환하는 프로세스이다. 이는 데이터 랭글링, 데이터 웨어하우징, 데이터 통합 및 애플리케이션 통합과 같은 대부분의 데이터 통합 및 데이터 관리 작업의 기본 측면이다.
데이터 트랜스포메이션은 소스(초기) 데이터와 대상(최종) 데이터 사이의 데이터에 필요한 변경 사항에 따라 단순하거나 복잡할 수 있다. 데이터 트랜스포메이션은 일반적으로 수동 단계와 자동화 단계를 혼합하여 수행된다. 데이터 트랜스포메이션에 사용되는 도구와 기술은 변환되는 데이터의 형식, 구조, 복잡성 및 양에 따라 크게 달라질 수 있다.
마스터 데이터 재캐스트는 데이터베이스에서 데이터를 추출하지 않고 데이터 값의 전체 데이터베이스를 변환하거나 재캐스트하는 또 다른 형태의 데이터 트랜스포메이션이다. 잘 설계된 데이터베이스의 모든 데이터는 외래 키 제약 조건 네트워크에 의해 제한된 마스터 데이터베이스 테이블 세트와 직간접적으로 관련된다. 각 외래 키 제약 조건은 상위 데이터베이스 테이블의 고유 데이터베이스 인덱스에 따라 달라진다. 따라서 적절한 마스터 데이터베이스 테이블이 다른 고유 인덱스로 다시 작성되면 직간접적으로 관련된 데이터도 다시 작성되거나 다시 작성된다. 마스터 데이터에는 원본 고유 인덱스가 여전히 존재하므로 직간접적으로 관련된 데이터도 원본 형식으로 볼 수 있다. 또한 데이터베이스 재캐스트는 애플리케이션 아키텍처 소프트웨어에 영향을 주지 않는 방식으로 수행되어야 한다.
데이터 매핑이 중재 데이터 모델을 통해 간접적인 경우 프로세스를 데이터 중재(data mediation)라고도 한다.

## 같이 보기
- 데이터 정제
- 데이터 매핑
- 데이터 통합
- 데이터 준비
- 데이터 랭글링
- 추출, 변환, 적재
- 정보 통합